# Theodora (hoàng hậu của Justinianus I)
Theodora (/ˌθiːəˈdɔːrə/; Hy Lạp:. Θεοδώρα; k. 500 - 28 tháng 6 năm 548) là hoàng hậu của Đế chế Đông La Mã, là vợ của Hoàng đế Justinian I. Bà là một trong những hoàng hậu có ảnh hưởng và quyền lực nhất của Đông La Mã, mặc dù có xuất thân khiêm tốn. Cùng với chồng mình, bà là một vị thánh của Giáo hội Chính thống Đông phương, có ngày lễ thánh vào ngày 14 tháng 11.

## Những năm đầu
Theodora, theo Michael Grant, là hậu duệ của người Hy Lạp tại Síp. Có nhiều ý kiến khác nhau về nơi sinh của bà. Theo Michael người Syria, bà sinh ra ở Mabbug, Syria; Nicephorus Callistus Xanthopoulos cho rằng Theodora là người Síp bản địa, trong khi tuyển tập Patria được cho là của George Codinus, chỉ ra rằng Theodora đến từ Paphlagonia. Bà sinh vào khoảng năm 500 sau công nguyên.
Cha bà, Acacius, là một người huấn luyện gấu của phe Xanh môn Đua xe ngựa, loại hình thể thao phổ biến nhất thời bấy giờ ở Constantinople. Mẹ bà có tên không được ghi lại, là một vũ công và một nữ diễn viên. Bố mẹ bà còn có hai người con gái nữa. Sau khi người cha mất khi Theodora lên bốn, mẹ bà đã đem các con tới trường đua ngựa để cố vũ cho phe Xanh. Từ đó trở đi Theodora trở thành người ủng hộ phe Xanh.
Procopius (trong cuốn Bí sử của mình) kể rằng Theodora từ khi còn nhỏ đã theo gương của chị gái Komito và làm việc trong một nhà thổ bình dân tại Constantinople; sau đó bà trở thành người biểu diễn trên sân khấu. Theodora, trong lời kể của Procopius, đã làm nên tên tuổi bằng vai diễn trong vở Leda và chim thiên nga. Công việc của một nữ diễn viên vào thời điểm bấy giờ thường bao gồm cả những buổi "triển lãm không đứng đắn trên sân khấu" và cung cấp dịch vụ tình dục ngoài sân khấu.
Trong thời gian này, bà đã gặp người vợ tương lai của Belisarius, Antonina, người sau này trở thành một mệnh phụ trong triều đình của Theodora.
Vào năm 16 tuổi, bà tới Bắc Phi cùng với một quan chức Syria tên là Hecebolus khi ông đến Libyan Pentapolis để nhậm chức thống đốc. Bà ở với ông ta gần bốn năm trước khi trở về Constantinople. Bị bỏ rơi và bị ngược đãi bởi Hecebolus, trên đường trở về thủ đô, bà đã định cư một thời gian tại Alexandria, Ai Cập. Bà được cho là đã gặp Thượng phụ Timothy III tại Alexandria, người theo Hiệp tính thuyết, tại thời điểm đó bà đã cải đạo sang Cơ đốc giáo Hiệp tính. Từ Alexandria, bà đến Antioch và gặp một vũ công của phe Xanh, Macedonia, người có lẽ là một người đưa tin cho Justinian.
Bà trở lại Constantinople vào năm 522 và theo John người Ephesus, bà đã từ bỏ lối sống trước đây và làm việc như một người quay len trong một ngôi nhà gần cung điện. Tuy nhiên, tính cực đoan và bảo thủ trong giọng văn ẩn dụ tiêu cực của Procopius và lối văn ẩn dụ tích cực của John người Ephesus đã khiến hầu hết các học giả kết luận rằng tính chính xác của cả hai nguồn đều khả nghi.
Justinian gặp khó khăn khi tìm cách kết hôn với Theodora. Ông là người thừa kế ngai vàng của chú mình, Hoàng đế Justin I và một đạo luật La Mã từ thời Constantine ngăn cản bất cứ ai thuộc cấp nguyên lão kết hôn với các nữ diễn viên. Năm 525, Justin bãi bỏ đạo luật này và Justinian kết hôn với Theodora. Đến thời điểm này, bà đã có một người con gái (tên không rõ). Justinian rõ ràng đối xử với người con gái này và cả con trai của cô là Athanasius như những hậu duệ chính thống, mặc dù các nguồn tin không thống nhất về việc liệu Justinian có phải là cha đẻ của người con gái hay không.

## Cuộc sống hoàng gia

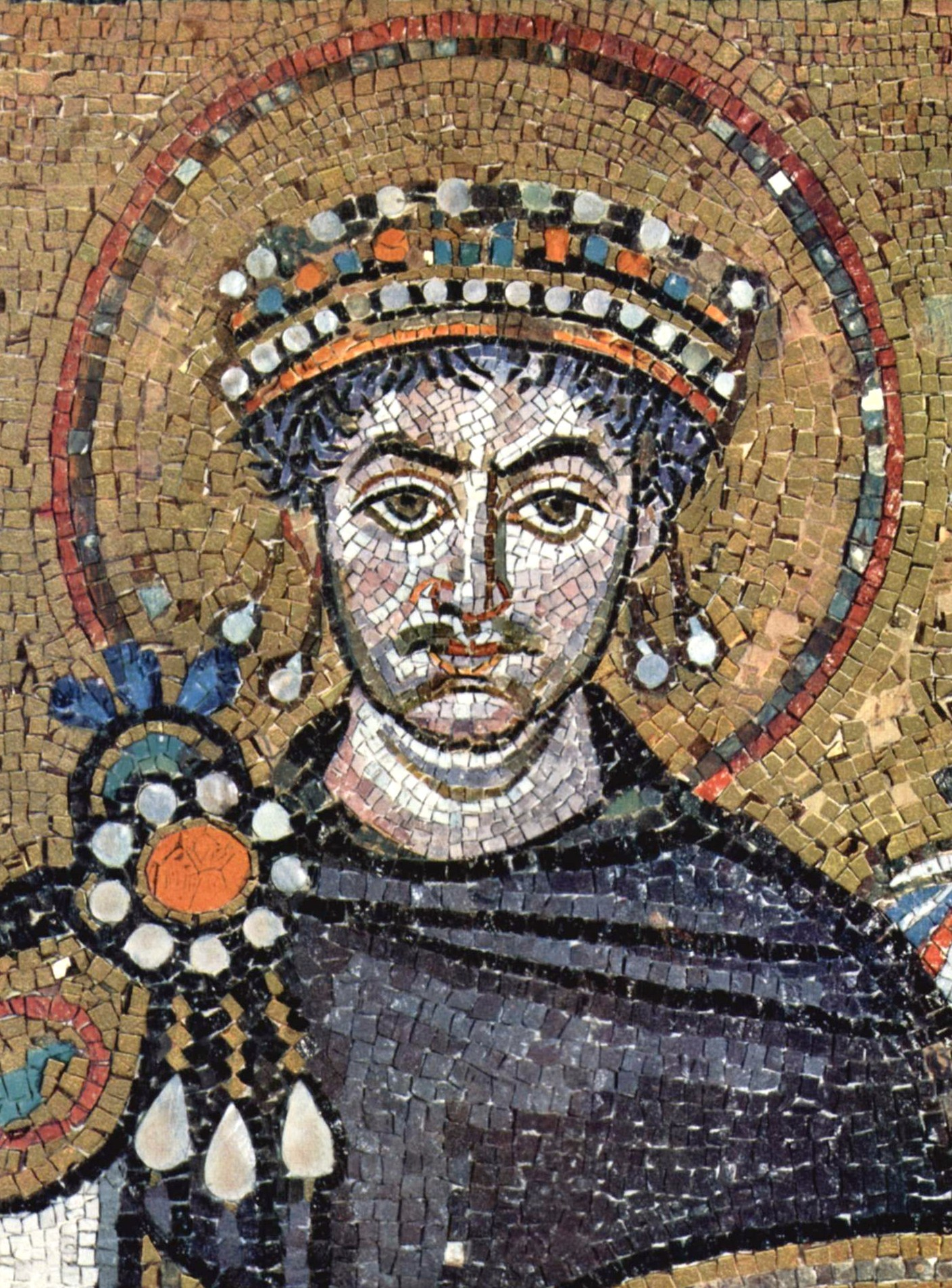
Justinian trên tranh khảm cùng thời ở Vương cung thánh đường San Vitale, Ravenna

### Trở thành Hoàng hậu và Augusta
Khi Justinian kế vị ngai vàng vào năm 527, hai năm sau khi kết hôn, Theodora trở thành Hoàng hậu của Đế chế Đông La Mã. Bà cùng ông chia sẻ các kế hoạch và chiến lược chính trị, tham gia các hội đồng nhà nước và Justinian gọi bà là "người đồng hành trong các buổi nghị luận" của ông. Bà có triều đình riêng, đoàn tùy tùng chính thức và con dấu hoàng gia của riêng mình.

### Các cuộc bạo loạn Nika
Theodora đã chứng tỏ mình là một nhà lãnh đạo xứng đáng và có năng lực trong các cuộc bạo loạn Nika. Có hai phe phái chính trị đối thủ trong Đế quốc là phe Xanh và phe Lục, xuất phát từ môn thể thao đua xe ngựa, đã bắt đầu một cuộc bạo loạn vào tháng 1 năm 535 trong một buổi đua xe ngựa. Các cuộc bạo loạn bắt nguồn từ nhiều bất bình, một số trong đó xuất phát từ hành động của chính Justinian và Theodora.
Những kẻ bạo loạn đã đốt cháy nhiều tòa nhà công cộng, và tuyên bố lập một hoàng đế mới, Hypatius, cháu trai của cựu hoàng đế Anastasius I. Không thể kiểm soát đám đông, Justinian và các quan chức của mình chuẩn bị rời đi. Tại một cuộc họp hội đồng chính phủ, Theodora đã lên tiếng phản đối việc rời khỏi cung điện và tuyên bố thà chết đi như một vị quân chủ còn hơn là sống lén lút như một kẻ lưu vong, và được cho là đã phát biểu rằng, "màu tím hoàng gia là tấm vải liệm cao quý nhất".

Khi hoàng đế và các cố vấn của ông vẫn đang chuẩn bị kế hoạch của họ, Theodora đã ngắt lời và tuyên bố: 
 "Các lãnh chúa của tôi, tình huống này quá nghiêm trọng để bắt tôi phải tuân thủ quy ước rằng một người phụ nữ không nên phát biểu trong một hội đồng của đàn ông. Những người có lợi ích bị đe dọa bởi sự nguy hiểm cao độ chỉ nên nghĩ về cách hành động khôn ngoan nhất, chứ không phải về các quy ước. Theo tôi, chạy trốn không phải là một hành vi phù hợp, ngay cả khi nó sẽ đưa chúng ta đến nơi an toàn. Không có ai được sinh ra trên đời mà không phải chết; nhưng không ai chấp nhận được một vị quân vương đào vong. Tôi thà chết thay vì bị lột bỏ chiếc áo choàng màu tím này, hay không còn được tôn xưng là hoàng hậu. Nếu Ngài muốn tự cứu lấy mình, thưa Chúa thượng, không có gì khó cả. Chúng ta giàu có; đằng kia là biển, và ngoài đó là những con thuyền. Tuy nhiên, Ngài hãy nghĩ xem, một khi Ngài đã trốn thoát được đến nơi an toàn, Ngài sẽ không bao giờ sẵn sàng đánh đổi sự an toàn để lấy cái chết. Còn đối với riêng tôi, tôi đồng ý với câu ngạn ngữ rằng màu tím hoàng gia là tấm vải liệm cao quý nhất." 
 Bài phát biểu kiên định của bà đã thuyết phục tất cả, kể cả chính Justinian, người đã chuẩn bị tháo chạy. Do đó, Justinian đã ra lệnh cho quân đội trung thành của mình, dẫn đầu bởi các sĩ quan, Belisarius và Mundus, tấn công những người biểu tình trong trường đua ngựa, giết chết (theo Procopius) hơn 30.000 phiến quân. Hypatius cho rằng mình bất đắc dĩ bị đám đông tôn là hoàng đế, song ông ta vẫn bị xử tử, hiển nhiên là do áp lực từ phía Theodora.

### Cuộc sống sau này

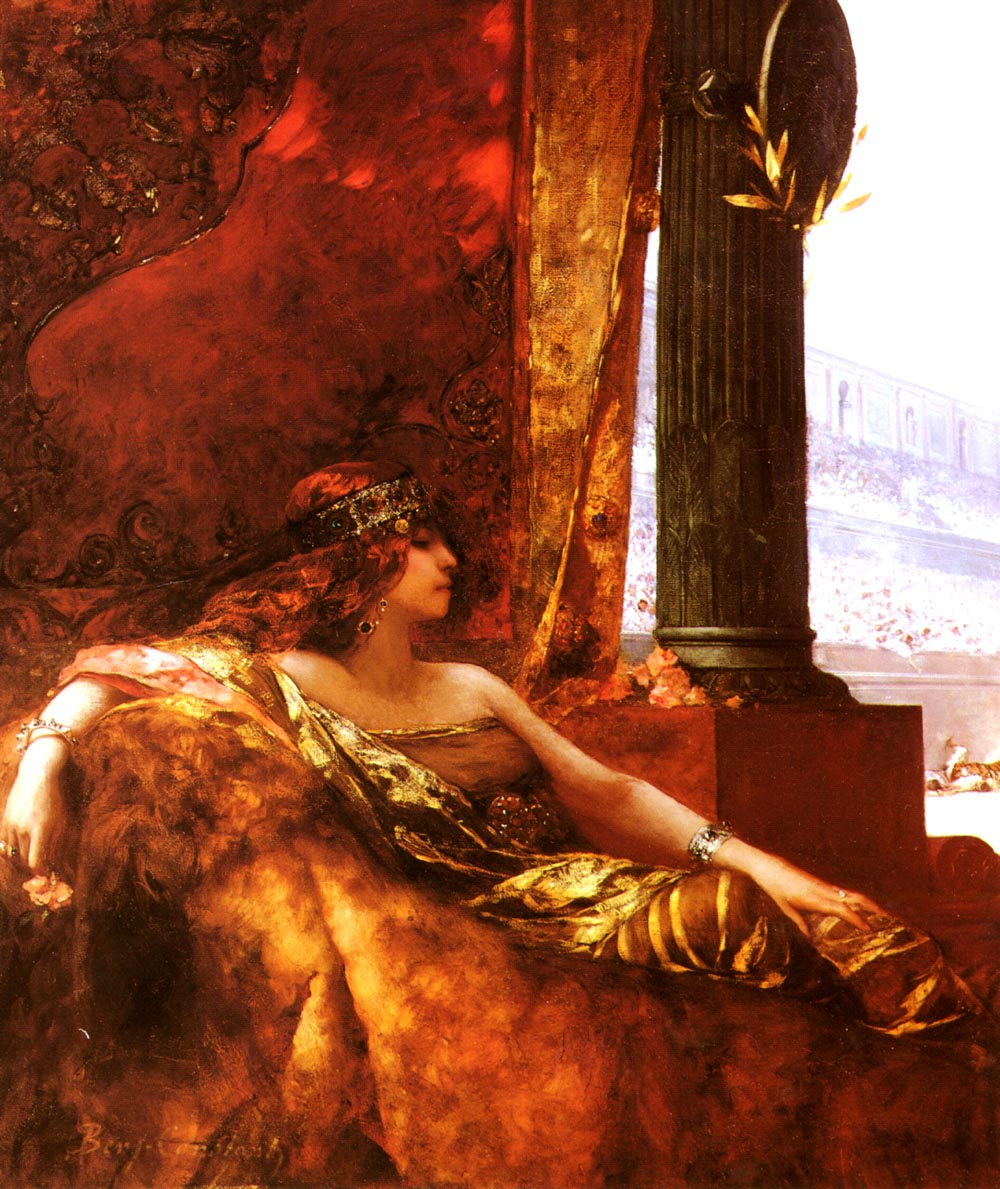
Hoàng hậu Theodora tại Colosseum, tranh sơn dầu của Jean-Joseph Benjamin-Constant

Sau cuộc bạo loạn Nika, Justinian và Theodora đã tái thiết và cải tổ Constantinople và biến nó thành thành phố lộng lẫy nhất mà thế giới từng thấy trong nhiều thế kỷ, xây dựng hoặc xây dựng lại các cầu, cống và hơn hai mươi lăm nhà thờ. Công trình vĩ đại nhất trong số này là Hagia Sophia, được coi là mẫu mực của kiến trúc Byzantine và là một trong những kỳ quan kiến trúc của thế giới.
Theodora luôn luôn đúng giờ trong các nghi lễ triều đình. Theo Procopius, cặp vợ chồng Hoàng gia đã khiến tất cả các nguyên lão, bao gồm cả các quý tộc, phủ phục trước họ bất cứ khi nào họ xuất hiện, và làm rõ rằng mối quan hệ của họ với quân đội là của chủ nhân và nô lệ.
Không có bất kì ai, kể cả các quan chức triều đình, có thể diện kiến Hoàng hậu mà không tốn nhiều thời gian hay công sức. Họ bị đối xử như người hầu và bị bắt chờ đợi rất lâu trong một gian phòng chật chội. Sau nhiều ngày, một số họ có thể may mắn được tuyên triệu. Họ diện kiến Hoàng hậu trong sợ hãi và lui ra nhanh chóng. Họ biểu thị tôn kính bằng việc quỳ rạp xuống đất và hôn chân bà; không kẻ nào được phép phát ngôn hay thỉnh cầu mà không có sự đồng ý của bà. Các quan chức bị coi như nô lệ, còn bà là chủ nhân.

Họ cũng giám sát chặt chẽ các pháp quan, hơn hẳn với các hoàng đế trước đây, có thể là để hạn chế quan liêu tham nhũng.
Theodora cũng có thế lực của riêng mình. Hoạn quan Narses, sau này khi về già đã trở thành một vị tướng tài giỏi, là người được bà bảo trợ, cũng như nhà tiên tri Peter Barsymes. John người Cappadocia, quan thu thuế trưởng của Justinian, được xem như kẻ thù của bà vì những ảnh hưởng của mình, đã bị Theodora và Antonina âm mưu hạ bệ. Bà tham gia việc mai mối hôn nhân nhằm tạo thành một mạng lưới liên minh giữa các thế lực cũ, đại diện bởi gia đình của Hoàng đế Anastasius và giới cựu quý tộc, và giới tân quý là họ hàng của Justinian và bà. Theo Bí sử, bà đã cố ép cháu trai Anastasius của mình kết hôn với Joannina, con gái và người thừa kế của Belisarius và Antonina, trái với ý muốn của cha mẹ cô, mặc dù cuối cùng hai người đã yêu nhau. Cuộc hôn nhân của cháu gái bà Sophia với cháu trai Justin II của Justinian, người kế vị ngai vàng, bị nghi ngờ là do Theodora thức giục.
Theodora tham gia vào các cải cách pháp lý và tôn giáo của Justinian. Vào năm 535 sau Công nguyên, bà được công khai biết đến là đang cho ra đời một đạo luật chống tham nhũng và các quan chức cấp tỉnh phải tuyên thệ với bà cũng như với hoàng đế.
Bà có vai trò đáng kể trong việc giúp đỡ những phụ nữ kém may mắn, "được biết đến với việc mua những cô gái bị bán vào nhà thổ, giải thoát họ và cho họ cuộc sống mới." Bà đóng cửa các nhà thổ và khép môi giới mại dâm vào tội hình sự. Bà đã thành lập một tu viện ở phía châu Á của Dardanelles được gọi là Metanoia (Ăn năn), nơi các cô gái điếm cũ có thể sinh sống. Bí sử của Procopius cho rằng thay vì ngăn chặn nạn mại dâm cưỡng bức, Theodora được cho là đã bắt 500 gái mại dâm và giam giữ họ trong một tu viện. Họ tìm cách trốn thoát bằng cách nhảy qua các bức tường. Mặt khác, John Malalas, người chép sử cùng thời của ông, đã viết rằng bà "đã giải phóng các cô gái khỏi ách nô lệ." Một thế kỷ sau, John của Nikiu đã nhận thấy các tác động tích cực của nó, ghi lại rằng Theodora đã "chấm dứt nạn mại dâm của phụ nữ và ra lệnh trục xuất họ khỏi mọi nơi."
Các cơ quan lập pháp của Justinian cũng tăng thêm quyền lợi cho phụ nữ trong việc ly hôn và sở hữu tài sản, đưa ra án tử hình cho tội hiếp dâm, cấm vứt bỏ trẻ sơ sinh, trao cho người mẹ một số quyền giám hộ đối với con cái của họ và cấm giết vợ trong trường hợp ngoại tình. Mặc dù sự liên quan cụ thể của bà trong những cải cách pháp lý này không được ghi lại, Procopius, trong Chiến tranh, đã đề cập rằng bà có khuynh hướng tự nhiên giúp đỡ những người phụ nữ bất hạnh, và theo Bí sử, bà đã đứng về phía những người vợ khi họ bị buộc tội ngoại tình (SH 17).

## Chính sách tôn giáo
Theodora đi ngược lại với sự ủng hộ của chồng bà dành cho Kitô giáo Chalcedonia trong cuộc cạnh tranh chính trị giữa các phe phái. Kết quả là bà bị buộc tội dung dưỡng dị giáo và do đó làm suy yếu sự hợp nhất của Kitô giáo.
Mặc dù Justinian là người theo Chalcedonia, Theodora đã thành lập một tu viện Hiệp tính ở Sykae và cung cấp chỗ ở trong cung điện cho những người lãnh đạo phe Hiệp tính đối nghịch với phần đông tín đồ Kitô Chalcedonia, như Severus và Anthimus. Anthimus đã được bổ nhiệm làm Thượng phụ Constantinople nhờ ảnh hưởng của bà, và sau khi bị rút phép thông công, ông ta nương náu ở chỗ của Theodora trong mười hai năm, cho đến khi bà qua đời. Khi Thượng phụ Chalcedonia là Ephraim kích động một cuộc nổi dậy dữ dội ở Antioch, tám giám mục Hiệp tính đã được mời đến Constantinople và Theodora đã tiếp đón họ và bố trí cho họ ở tại Cung điện Hormitoras tiếp giáp với Đại Cung điện của Justin và Theodora.
Ở Ai Cập, khi Timothy III qua đời, Theodora đã tranh thủ được sự giúp đỡ của Dioscoros, Tỉnh trưởng Augustal, và Aristadderos, quận công Ai Cập, để mở đường cho một đệ tử của Severus là Theodosius chấp vị, qua mặt chồng bà, người vốn đã dự định bổ nhiệm một người Chalcedonia làm Thượng phụ. Nhưng Giáo hoàng Theodosius I của Alexandria, ngay cả với sự giúp đỡ của quân đội đế quốc, cũng không thể đứng vững tại Alexandria chống lại những người theo Chalcedonia của Justinian. Khi ông bị Justinian bắt đi lưu đày cùng với 300 người Hiệp tính đến pháo đài Delcus ở Thrace, Theodora đã giải cứu ông và đưa đến Cung điện Hormonomas. Ông sống dưới sự bảo hộ của bà và của Justinian, sau cái chết của bà năm 548.
Khi Giáo hoàng Silverius từ chối yêu cầu của Theodora bắt ông bãi bỏ những cáo buộc của Giáo hoàng Agapetus I đối với Thượng phụ Anthimus, bà đã nhờ Belisarius tìm cớ loại bỏ Silverius. Sau khi thành công, Giáo hoàng Vigilius được bổ nhiệm thay.
Ở Nobatae, phía nam Ai Cập, cư dân đã cải sang Cơ đốc giáo Hiệp tính khoảng năm 540. Justinian nhất quyết rằng họ phải đổi về đức tin Chalcedonia nhưng Theodora cũng kiên quyết rằng họ nên theo Hiệp tính. Justinian cử các nhà truyền giáo Chalcedonia từ Thebaid mang theo tặng phẩm cho Silko, vua của Nobatae. Nhưng khi nghe điều này, Theodora chuẩn bị các nhà truyền giáo của riêng mình và viết thư cho Quận công Thebaid rằng ông ta nên trì hoãn sứ giả của chồng mình, để các nhà truyền giáo Hiệp tính đến trước. Quận công lựa chọn nghe theo Theodora vì bà không dễ dàng tha thứ còn Justinian thì dễ dãi. Các nhà truyền giáo Chalcedonia bị tìm cách giữ lại. Cuối cùng khi họ đến được Silko, họ bị gửi trả về, vì Nobatae đã chấp nhận tín ngưỡng Hiệp tính của Theodosius.

## Qua đời
Cái chết của Theodora được ghi lại bởi Victor của Tonnena, với nguyên nhân không chắc chắn nhưng các thuật ngữ Hy Lạp được sử dụng thường được dịch là "ung thư". Đó là ngày 28 tháng 6 năm 548, ở tuổi 48. Các nguồn sau này thường xác định nguyên nhân cái chết là ung thư vú, mặc dù nó không được xác định như vậy trong ghi chép ban đầu, trong đó việc sử dụng thuật ngữ "ung thư" có thể chỉ "loét niêm mạc hoặc khối u ác tính". Các nguồn khác ghi lại rằng bà qua đời ở tuổi 51. Justinian khóc lóc thảm thiết trong tang lễ. Thi hài của bà được đặt tại Nhà thờ các Tông đồ ở Constantinople.
Cả Theodora và Justinian đều được khắc họa trong các bức tranh khảm tồn tại cho đến ngày nay tại Vương cung thánh đường San Vitale của Ravenna, Ý, được hoàn thành một năm trước khi bà qua đời.

## Ảnh hưởng
Ảnh hưởng của bà đối với Justinian mạnh mẽ đến mức sau khi bà qua đời, ông đã cố gắng mang lại sự hòa hợp giữa người Cơ đốc giáo Hiệp tính và Chalcedonia trong Đế chế, và giữ lời hứa bảo vệ cộng đồng người tị nạn Hiệp tính trong Cung điện Hormitoras. Theodora đã trợ giúp về chính trị cho Giám mục Jacob Baradaeus, vì vậy, Diehl cho rằng sự tồn tại của Cơ đốc giáo Jacobite hiện đại là nhờ công lao của Baradaeus và Theodora.
Olbia ở Cyrenaica đổi tên thành Theodorias theo tên của Theodora. (Việc các thành phố cổ đổi tên để tôn vinh một hoàng đế hoặc hoàng hậu là rất phổ biến.) Thành phố, hiện được gọi là Qasr Libya, được biết đến với những bức tranh khảm lộng lẫy từ thế kỷ thứ sáu.

## Dẫn nguồn
1. ↑  Becoming visible: women in European history. Bridenthal, Renate., Koonz, Claudia., Stuard, Susan Mosher. (ấn bản thứ 2). Boston: Houghton Mifflin. 1987. tr. 132. ISBN 978-0395419502. OCLC 15714486.{{Chú thích sách}}:  Quản lý CS1: khác (liên kết)
2. ↑  "Saint Theodora the Empress". Orthodox Church in America. Truy cập ngày 22 tháng 3 năm 2020.
3. ↑  Michael Grant. From Rome to Byzantium: The Fifth Century A.D., Routledge, p. 132
4. ↑  James Allan Evans (2011). The Power Game in Byzantium: Antonina and the Empress Theodora. A&C Black. tr. 9. ISBN 978-1441120403.
5. ↑  The Prosopography of the Later Roman Empire 2 Volume Set., J. R. Martindale, 1992 Cambridge University Press, p. 1240
6. ↑  Garland, p. 11.
7. ↑  Anderson, Zinsser, Bonnie, Judith (1988). A History of Their Own: Women in Europe, Vol 1. New York: Harper & Row. tr. 47. ISBN 978-0-06-015850-7.{{Chú thích sách}}:  Quản lý CS1: nhiều tên: danh sách tác giả (liên kết)
8. ↑  Claudine M. Dauphin (1996). "Brothels, Baths and Babes: Prostitution in the Byzantine Holy Land". Classics Ireland. Quyển 3. tr. 47–72. doi:10.2307/25528291. JSTOR 25528291.
9. ↑  Procopius, Secret History 9
10. 1 2 3  Chisholm 1911.
11. ↑  Diehl, Charles. Theodora, Empress of Byzantium ((c) 1972 by Frederick Ungar Publishing, Inc., transl. by S.R. Rosenbaum from the original French Theodora, Imperatrice de Byzance), 69–70.
12. ↑  Diehl, Charles (1963). Byzantine Empresses. New York: Alfred A. Knopf.
13. ↑  Anderson & Zinsser, Bonnie & Judith (1988). A History of Their Own: Women in Europe, Vol 1. New York: Harper & Row. tr. 47.
14. ↑  Dielh, ibid.
15. ↑  Safire, William, ed, Lend Me Your Ears: Great Speeches in History, W.W. Norton & Co., New York, 1992, p. 37
16. ↑  William Safire, Lend Me Your Ears: Great Speeches in History, Rosetta Books
17. ↑  Diehl, ibid.
18. ↑  Anderson & Zinsser, Bonnie & Judith (1988). A History of Their Own: Women in Europe Vol 1. New York: Harper & Row. tr. 48.
19. ↑  John Malalas, The Chronicle of John Malalas, 18.440.14-441.7
20. ↑  Garland. Page 18.
21. ↑  "Theodora – Byzantine Empress". About.com. Bản gốc lưu trữ ngày 7 tháng 7 năm 2008. Truy cập ngày 11 tháng 4 năm 2008.
22. ↑  Harding, Fred (2007). Breast Cancer. ISBN 978-0955422102.
23. ↑  Anderson & Zinsser, Bonnie & Judith (1988). A History of Their Own: Women in Europe, Vol 1. New York: Harper & Row. tr. 48.
24. ↑  Diehl, ibid., p. 197.
25. ↑  Diehl, ibid., p. 184.